# Plerotes anchietae
Plerotes anchietae — вид рукокрилих, родини Криланових, що зустрічається в Центральній Африці, де він мешкає в субтропічних і тропічних сухих лісах, сухих саванах і вологих саванах.

## Морфологія
Морфометрія. Доросла самиця мала довжину голови й тіла: 87 мм, розмах крил 343 мм. Хвіст відсутній і довжина передпліччя: 48—53 мм.
Опис. Хутро довге і пухнасте, сірувато-коричневе зверху і значно блідіше знизу. Є маленькі пучки білого волосся при основах вух. 

## Поширення та екологія
Висотний діапазон проживання: 1000—2000 м над рівнем моря. Будова зубів припускає харчування квітами і нектаром. Ймовірно вдень знаходить прихисток в гущині листя. 